# HD 182691
HD 182691，又名BD+49 2994，SAO 31623、HR 7381，是一颗恒星，视星等为6.51，位于銀經81.81，銀緯15.76，其B1900.0坐标为赤經19h 20m 46.4s，赤緯+50° 15.76′ 32″。